# Aeródromo de Capão Bonito
Aeródromo de Capão Bonito é o aeroporto da cidade de Capão Bonito, no interior do estado de São Paulo e é municipal.